# Clarence Vinson
Clarence Vinson est un boxeur américain né le 10 juillet 1978 à Washington.

## Carrière
Il participe aux Jeux olympiques d'été de 2000 dans la catégorie poids coqs et y remporte la médaille de bronze.